# Airborne Ranger
Airborne Ranger (lett. "Ranger aviotrasportato"), sottotitolato The Action-Simulation su diverse confezioni, è un videogioco di tipo stealth, azione furtiva, pubblicato dalla MicroProse inizialmente per Commodore 64 nel 1987 e successivamente per i computer Amiga, Amstrad CPC, Atari ST, MS-DOS e ZX Spectrum. Il gioco è una simulazione di combattimento militare di un fante speciale aviotrasportato del 75th Ranger Regiment, infiltrato nel territorio nemico e con diversi obiettivi.
Fu seguito da Special Forces, solo per Amiga, Atari ST e MS-DOS.

## Modalità di gioco
Il giocatore controlla un ranger paracadutato in territorio nemico, dove deve aggirarsi con cautela evitando di attirare troppo l'attenzione. Il gioco consiste in 12 missioni selezionabili a piacere, i cui obiettivi sono:
- sabotare e distruggere il deposito di munizioni nemico nel deserto
- infiltrarsi nel quartier generale nemico in una zona temperata e rubare i codici radio segreti
- assaltare e sabotare un aereo da caccia nemico su una pista militare in una zona artica
- catturare e portar via un ufficiale nemico
- sabotare un oleodotto
- sabotare una postazione radar
- sabotare una postazione di missili terra-aria
- liberare prigionieri di guerra sotterrati in celle interrate (tiger pit) in un campo di prigionia
- fotografare un aereo sperimentale segreto
- liberare degli ostaggi da una tenda nemica
- creare un diversivo
- sabotare i serbatoi di carburante dei caccia

La difficoltà è regolabile per ciascuna missione. Quattro missioni sono ambientate in zona temperata, quattro nel deserto (dove si risente più facilmente dell'affaticamento) e quattro nel clima artico (dove i rumori sono meno percepibili).
All'inizio di ogni missione, al giocatore viene presentata una sua breve descrizione. Si può scegliere un ranger da un elenco di soldati (per i veterani lo stato di servizio viene salvato su disco). Il giocatore controlla poi un aereo, descritto come un V-22 Osprey, e mentre sorvola il territorio nemico su una mappa a scala ridotta e a scorrimento verticale, può lanciare in tre punti diversi tre casse di munizioni, che potrà prelevare in un secondo tempo. Per ultimo il ranger viene paracadutato nella zona e si può controllare la traiettoria del suo parapendio.
A terra, dove la visuale è isometrica ravvicinata a scorrimento multidirezionale, il giocatore dovrà superare diversi ostacoli, tra cui soldati nemici e ufficiali, campi minati, trincee e casematte. Le munizioni che può portare sono limitate ed è necessario pianificare il percorso attraverso il territorio verso i punti dove sono state lanciate le casse di munizioni e prelevarle di volta in volta. La stessa mappa usata per il sorvolo può essere richiamata all'occorrenza per consultarla.
Il controllo del ranger comprende molte azioni diverse che rendono necessario l'uso di vari tasti oltre all'eventuale joystick; le edizioni a prezzo pieno includevano una maschera cartacea appoggiabile sulla tastiera per evidenziare i tasti utilizzabili e il loro scopo.
Il personaggio può camminare, strisciare o correre nelle otto direzioni principali, ma è possibile sparare in un numero maggiore di direzioni più raffinate grazie a un mirino che ruota attorno al personaggio.
Le armi disponibili con relative munizioni sono fucile, coltello (illimitato), granate, esplosivi a tempo e razzi anticarro. Si possono sopportare fino a tre ferite gravi prima della morte del personaggio. Per guarire parzialmente si può ricorrere a un pronto soccorso. Bisogna tener conto inoltre dello stato di affaticamento, indicato da una barra.
Dopo aver completato la missione, che ha anche un limite di tempo, il ranger deve raggiungere la scaletta di un elicottero per essere prelevato. Alla fine di ogni missione viene mostrata una scheda con i dati della prestazione e un punteggio globale. Dopo ogni missione completata con successo si viene promossi da soldato di prima classe (Private First Class) a vari gradi dell'esercito, fino a colonnello. Inoltre vengono conferite medaglie di encomio delle forze armate statunitensi, fino alla Medal of Honor. Il gioco riflette molto verosimilmente la realtà, dalla pianificazione della missione, a seconda degli obiettivi prescelti, al compimento della missione, proprio come succede a un ranger addestrato per questi compiti.

## Confezione
La confezione è una scatola di cartone duro che si presenta in diverse versioni: europea - di colore verde, contenente un floppy disk o due cassette a nastro - e americana, contenente un floppy disk, ciascuna in più varianti, con copertine disegnate o fotografiche. Nella scatola sono contenuti inoltre un manuale, un foglio contenente istruzioni sul caricamento e sulla risoluzione dei problemi (specifico della piattaforma) e una maschera (overlay) di cartoncino leggero da appoggiare sulla tastiera, con scritti i tasti che bisogna usare per svolgere determinate azioni.
Il manuale imita i manuali da campo (Field Manual) dell'esercito americano e porta il numero di codice FM75-041, inesistente fuori dalla finzione di gioco. Include una seconda parte che parla della storia vera dei ranger americani.
Di solito il manuale è in lingua inglese, ma esistono edizioni spagnole per varie piattaforme con manuale in spagnolo. Almeno per Amiga, la Leader distribuì anche un'edizione con manuale in italiano.
Nel 1992 la Kixx pubblicò riedizioni europee a basso costo per i computer a 8 bit, contenenti solo una cassetta e istruzioni ridotte.